# Atrichopogon alticola
Atrichopogon alticola är en tvåvingeart som först beskrevs av Jean-Jacques Kieffer 1911.  Atrichopogon alticola ingår i släktet Atrichopogon och familjen svidknott. Inga underarter finns listade i Catalogue of Life.